# Berzasca (gmina)
Gmina Berzasca – gmina w okręgu Caraș-Severin w zachodniej Rumunii. Zamieszkuje ją 2848 osób. W skład gminy wchodzą miejscowości Berzasca, Bigăr, Cozla, Drencova i Liubcova. 